# عقدة مستقلية
العُقد المُستَقِلِيَّة (بالإنجليزية: Autonomic ganglion)‏ أو العُقد الذاتِية، وهيَ تَجمع من أجسام الخَلايا العَصبية (عُقدة) في الجِهاز العَصبي الذاتي، وهيَ على نَوعان:
- عُقد وُدِية (Sympathetic ganglion).
- عُقد لاوُدِية (Parasympathetic ganglion).

## المَراجع
1. ↑  نموذج تأسيسي في التشريح، QID:Q1406710
2. ↑  نموذج تأسيسي في التشريح، QID:Q1406710
3. ↑  المُعجم الطَبي، الإصدار الثاني، تَرجمة Autonomic ganglion.